# Sakušak
Sakušak – wieś w Słowenii, w gminie Juršinci. W 2018 roku liczyła 219 mieszkańców.